# Dolina Jastrzębia
Dolina Jastrzębia, Mała Papirusowa Dolina (słow. Malá Zmrzlá dolina, dawniej Jastrabá dolina, niem. Kleines Papirustal, węg. Kis-Papirusz-völgy) – wisząca dolina polodowcowa, boczne odgałęzienie Doliny Zielonej Kieżmarskiej (dolina Zeleného plesa) oddzielone od niej wysokim, pionowym progiem zwanym Jastrzębimi Spadami.
Dolina Jastrzębia położona jest w Tatrach Wysokich na terenie Słowacji pomiędzy:
- Doliną Jagnięcą (Červená dolina), od północnego wschodu rozdziela je krótka Jastrzębia Grań (Karbunkulový hrebeň) odchodząca od Czerwonej Turni (Belasá veža) z kulminacją w Jastrzębiej Turni (Jastrabia veža),
- Doliną Kołową (Kolová dolina), od północnego zachodu rozdziela je główna grań Tatr od Czerwonej Turni do Kołowego Szczytu (Kolový štít),
- Doliną Czarną Jaworową (Čierna Javorová dolina), od zachodu rozdziela je główna grań Tatr od Kołowego Szczytu do Czarnego Szczytu (Čierny štít),
- Doliną Dziką (Veľká Zmrzlá dolina), od południa rozdziela je północno-wschodnie ramię Czarnego Szczytu zwane Czarnym Grzbietem.

Pierwsze znane odwiedziny Doliny Jastrzębiej to wyprawa Stanisława Staszica z przewodnikami w 1804 r. W zimie byli tu jako pierwsi Gyula Hefty i István Laufer 25 marca 1912 r.
Dziś Dolina Jastrzębia nie jest dostępna dla turystów. Jej pusty, skalisty krajobraz jest widoczny z Magistrali Tatrzańskiej.